# Brattahlid
Brattahlid (vieux norrois Brattahlíð) est le nom donné à l’ancienne propriété d’Erik le Rouge dans la colonie viking de l’est établie vers la fin du Xe siècle et située dans le sud ouest du Groenland. Le village actuel de Qassiarsuk, situé à une distance de 5 km au sud ouest de Narsarsuaq, s'est développé sur son emplacement d’origine. Sa localisation dans le fjord de Tunulliarfik (ou Eiriksfjord « le fjord d'Erik ») lui confère une protection contre les tempêtes de l'océan (à environ 96 km). Erik et ses descendants ont occupé le site jusque vers la fin du XVe siècle.

## Toponymie
Brattahlíð est un composé de hlíð « pente » et brattr « raide, haute », d'où le sens global d'« escarpement ».

## Description
Située près du site archéologique, la chapelle Sainte-Thjodhild actuelle est une reconstruction récente, à côté de laquelle une réplique de maison longue nordique (langt hús) a également été restituée.
L'église principale pourrait avoir été ravagée par un incendie au XIVe siècle.